# 余萬清
余萬清，浙江金華縣（今浙江省金華市）人，清朝軍事將領、武進士出身。

## 生平
道光二年（1822年）壬午恩科武進士。捐守備。道光三年再捐游擊。道光八年，任貴州思南營游擊。道光十六年，任安義鎮游擊。道光十九年，授貴州黎平營參將。道光二十一年，任三江口協副將。道光二十三年，任廣州協副將。道光二十七年，任潮州鎮總兵、高州鎮總兵。道光三十年，任四川川北鎮總兵、湖南提督。咸豐六年，任雲南鶴麗鎮總兵。